# Live Train to Heartbreak Station
Live Train To Heartbreak Station es un álbum en vivo de la banda de hard rock Cinderella, publicado el 19 de septiembre de 1991. Contiene canciones de toda la historia de la agrupación, haciendo énfasis en los discos Heartbreak Station y Long Cold Winter.

## Lista de canciones
1. "The More Things Change" - 5:25
2. "Somebody Save Me" - 4:01
3. "Heartbreak Station" - 5:04
4. "Dont't Know What You Got (Till It's Gone)" - 5:20
5. "Gypsy Road" - 12:03
6. "Shake Me" - 5:41

## Personal
- Tom Keifer - voz, guitarra
- Eric Brittingham - bajo
- Jeff LaBar - guitarra
- Fred Coury - batería